# Ingvar Svahn

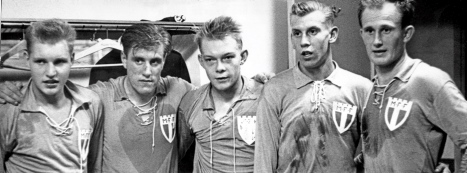
Svahn (r.) mit seinen Mannschaftskollegen Jeppsson, Eriksson, Granström und Larsson 1962 im Malmö-FF-Jersey

Ingvar Svahn (* 22. Mai 1938 in Malmö; † 16. Juni 2008) war ein schwedischer Fußballspieler. Der Mittelfeldspieler, der zwischen 1961 und 1968 in 19 Länderspielen für die schwedische Nationalmannschaft auflief und dabei zwei Tore erzielte, bestritt seine Karriere in Schweden und Belgien.

## Werdegang
Svahn begann mit dem Fußballspielen bei Malmö FF, wechselte aber in der Jugendzeit zum Kulladals FF. Im Herbst 1956 kehrte er zu Malmö FF zurück und debütierte im folgenden Jahr für seinen neuen Klub in der Allsvenskan. Alsbald etablierte er sich als Stammspieler in der linken Offensivseite des Vereins aus Schonen und spielte sich in der Folge in den Kreis der schwedischen Nationalmannschaft. Am 9. August 1961 lief er beim 4:0-Erfolg über die finnische Nationalmannschaft im Idrottsparken von Norrköping an der Seite von Rune Börjesson, Lennart Wing, Orvar Bergmark, Gösta Sandberg und Lennart Backman erstmals im Nationaljersey auf und krönte sein Auswahldebüt mit den ersten beiden Treffern des Spiels. In der Folge kam er regelmäßig in der Nationalelf zum Einsatz, auch bei der 1:2-Niederlage im November des Jahres gegen die Schweizer Nationalmannschaft im Berliner Olympiastadion im Entscheidungsspiel zur Qualifikation zur Weltmeisterschaft 1962 in Chile auf neutralem Boden.
Nachdem Svahn in den folgenden Jahren nur unregelmäßig der schwedischen Nationalmannschaft angehört hatte und eingesetzt worden war, gewann er in der Spielzeit 1965 mit Malmö FF seinen ersten Titel, als die Mannschaft mit zwei Punkten Vorsprung auf IF Elfsborg den Von-Rosens-Pokal für den schwedischen Landesmeister errang. Zwei Jahre später führte er die Mannschaft zum Double aus Meisterschaft und Gewinn des Landespokals. Am Ende des Jahres wurde seine Leistung – er hatte unter anderem 19 der 22 Saisontore des Liga-Torschützenkönigs Dag Szepanski vorbereitet – persönlich ausgezeichnet, als ihm der Guldbollen für den schwedischen Fußballspieler des Jahres überreicht wurde.
Im Alter von 30 Jahren verließ Svahn 1968 sein Heimatland und wechselte zum belgischen Klub Royal Daring Club Molenbeek. Für den Klub, der 1970 bis ins Endspiel um den belgischen Landespokal gegen den FC Brügge einzog und dort eine 1:6-Niederlage einstecken musst, absolvierte er zwei Spielzeiten. Im Sommer 1970 kehrte er zu Malmö FF zurück und gewann mit dem Klub am Ende der Spielzeit 1970 seinen dritten Meistertitel in Schweden. Daraufhin beendete er nach insgesamt 414 Spielen für den schwedischen Verein seine aktive Karriere.
Der hauptberufliche Feuerwehrmann, der nach einem Unfall zum Ausbilder befördert wurde, arbeitete nach Abschluss seiner aktiven Zeit bei einigen Amateurklubs in Schonen wie beispielsweise Eslövs IK als Trainer.

## Erfolge
- Schwedischer Meister: 1965, 1967, 1970
- Schwedischer Pokalsieger: 1967
- Guldbollen: 1967